# Arc d'observació
En astronomia observacional, un arc d'observació és el període entre la primera i la més recent (última) observació, seguint el camí del cos. És normalment donat en dies o anys. El terme s'utilitza principalment en el descobriment i el seguiment d'asteroides i cometes.
L'arc d'observació determina el coneixement exacte de l'òrbita de l'objecte. Un arc molt curt podria descriure objectes en una gran varietat d'òrbites, a moltes distàncies de la Terra. En alguns casos, hi ha hagut objectes l'arc inicial dels quals era insuficient per determinar si l'objecte estava en òrbita al voltant de la Terra o en òrbita al cinturó d'asteroide. Amb un arc d'observació d'1 dia, es va pensar que el 2004 PR107 era un planeta nan transneptunià, però ara se sap que és un asteroide de cinturó principal d'1 km. Amb un arc d'observació de 3 dies, es va pensar que 2004 BX159 era un asteroide que creua Mart i que podria ser una amenaça per a la Terra, però ara se sap que és un asteroide del cinturó principal.
Un arc d'observació de menys de 30 dies pot dificultar la recuperació d'un objecte més d'un any després de l'última observació, i pot resultar en un asteroide perdut. A causa de la seva major distància del sol i el lent moviment a través del cel, els objectes transneptunians amb arcs d'observació de menys de diversos anys sovint tenen òrbites poc constants.